# Étapes d'un projet routier
 (mars 2025).
Motif : L’article est issu de cet ouvrage placé sous licence GFDL (libre de droits). Il ne s’agit donc ni d’un TI, ni d’un copyvio, par contre le sujet en tant que tel semble ne pas répondre aux critères généraux de notoriété. Il y aurait lieu de développer d’abord Projet d'infrastructures routières en France ou plus généralement Projet routier ou Conception routière (à créer, pour éviter le franco-centrage).
- Archive Wikiwix
- Bing
- Cairn
- DuckDuckGo
- E. Universalis
- Gallica
- Google
- G. Books
- G. News
- G. Scholar
- Persée
- Qwant
- (zh) Baidu
- (ru) Yandex
- (wd) trouver des œuvres sur Wikidata

| 1. | Préciser le motif de la pose du bandeau. | Précisez le motif de la pose du bandeau en utilisant la syntaxe suivante : {{admissibilité à vérifier\|date=mars 2025\|motif=remplacez ce texte par le motif}}                                  |
| 2. | Informer les utilisateurs concernés.     | Pensez à avertir le créateur de l'article, par exemple, en insérant le code ci-dessous sur sa page de discussion : {{subst:avertissement admissibilité à vérifier\|Étapes d'un projet routier}} |

 (mai 2022).
Une route, comme toute infrastructure linéaire répond à des objectifs et entraîne des coûts, ainsi que des conséquences environnementales que la loi demande dans la plupart des pays d'évaluer, diminuer ou compenser.

C'est pourquoi tout projet routier est soumis à  plusieurs étapes.

## Les études préalables en infrastructure routière
La particularité de la route est son caractère linéaire et ses conséquences sur des milieux de natures totalement différentes. On peut les inventorier avec un minimum de bon sens. 
Le domaine foncier pris au sens large est le premier touché. La route interagit avec les zones urbaines, qu'elle la traverse, où qu'elle la desserve. 

Elle touche l'environnement, au sens étymologique, donc des écosystèmes définis par leurs composants : eau, air, faune, flore, sol et sous-sol. Les exigences sociales ont peu à peu forgé des outils législatifs et réglementaires qui encadrent ces domaines. La route touche aussi les zones urbaines. 

Une nouvelle infrastructure modifiera le développement urbain, mais aussi le développement économique d'un territoire. 

Il y a lieu tout d'abord de définir la zone d'étude pertinente pour le projet routier imaginé. Le périmètre de cette zone sera à adapter aux problématiques étudiées. Un recensement des contraintes sur le périmètre en question est alors fait. Il permet d'identifier des couloirs privilégiés en fonction des objectifs du projet attendu au regard de l'ensemble des contraintes.

## Les études d'avant projet
À ce niveau d'étude, les objectifs principaux sont:
- préciser et justifier les fonctions locales de l'aménagement ;
- étudier les choix possibles de tracés ;
- définir et comparer les inconvénients et avantages de différents tracés (dits « variantes ») et modes de transports, au regard de l'intérêt public et général, de la demande en transport et des objectifs de l'aménagement et donc aussi au regard des contraintes économiques, sociales et environnementales à prendre en compte, ainsi - dans certains pays - que du point de vue des effets sur la santé (Cf. Loi sur l'air, en France) ;
- choisir une variante et des mesures conservatoires et compensatoires qui doivent être fonctionnelles et proportionnées, pour notamment diminuer la fragmentation écopaysagère et l'effet du « roadkill », des nuisances et pollutions induites par la route ;
- définir son coût d'objectif.

L'échelle de précision permet encore de déplacer le tracé à l'intérieur d'un fuseau, pour les projets importants on parle en France de « bande des 300 m ».
Il sera alors possible à ce stade de préparer, sur la base d'un dossier incluant une expertise écologique, l'enquête publique, imposée par la loi dans de nombreux pays, et en France conduite sous l'autorité d'un préfet par un commissaire enquêteur.

## La concertation avec le public
Le principe de participation résulte d’une part d’une prise de conscience des conséquences de certains projets d’aménagement ou d’équipement sur l’environnement et d’autre part d’une évolution dans la conception du principe de concertation préalable à la réalisation des projets d’aménagement du territoire. Il remonte au début des années 80 puis fait l’objet d’une large réflexion dans les années 1990 qui aboutit au développement de la concertation plus en amont de la décision. Parallèlement au niveau européen et mondial des mesures participent à ce mouvement de prise en compte de l’environnement et de la concertation dans l’élaboration des projets. Ainsi, au cours des années 1990-2000, des dispositions législatives inscrivent le principe de participation dans le système juridique français.
Pour les grands projets est en particulier mise en place avec la loi de « Barnier » du 2 février 1995 une Commission nationale du débat public
Le code de l'urbanisme et la loi SRU ont consacré le recours à la concertation avec le public. Même lorsqu'elle n'est pas obligatoire, il y a tout intérêt à la mettre en œuvre. Cet exercice n'est pas encore naturel pour les maîtres d'œuvre publics, il l'est plus pour les maîtres d'ouvrage public. 
Cette concertation peut être mise en œuvre à plusieurs niveaux. Dès les études préliminaires, elle permettra de faire émerger des paramètres de l'environnement qui auraient pu ne pas être détectés. Au stade de l'avant projet, la concertation va permettre de recueillir l'avis de la population sur chaque variante, mais aussi les remarques et aussi les pistes d'améliorations. 
Le bilan de la concertation guidera le maître d'ouvrage pour le choix de la solution qui sera retenue.
Cette concertation peut prendre plusieurs formes: exposition, plaquettes, réunions. Elle a pour but de réduire la distance qui existe entre les concepteurs et les riverains à qui s'imposera ce projet. Elle permet de faire disparaître les zones d'ombre, les imprécisions pour le public. Elle permet aussi aux maîtres d'ouvrage et d'œuvre d'intégrer des préoccupations qui n'avaient pas été envisagées.
L'exercice de la concertation met en évidence clairement l'évolution du métier de technicien au sens large. Ce dernier ne doit pas être seulement capable de concevoir un projet, comme simple objet technique, mais il doit savoir le justifier par rapport à son environnement et à une problématique d'aménagement spatial. Il doit ainsi intégrer des compétences économiques, sociologiques, environnementales, autant qu'une véritable capacité de communication.

## L'enquête publique et la déclaration d'utilité publique

### Dossier
Le dossier d'enquête publique, qu'il soit préalable ou non à la déclaration d'utilité publique, est établi à partir des études d'avant projet sommaire.
Il comporte une pièce essentielle : « l'étude d'impact » selon la dénomination officielle.
Cette dernière est réalisée sur les bases des études d'environnement.
Pour les projets de grande importance, le dossier comprend en outre, une étude socio-économique. C'est la loi d'orientation sur les transports intérieurs qui a défini cette obligation.

### Procédure d'enquête
En France, il existe plusieurs types d’enquêtes. De manière synthétique, on pourra retenir la classification suivante :
- le projet nécessite une acquisition foncière par voie d’expropriation : 
  1. Le projet ne relève pas de la loi N° 83-630 du 12 juillet 1983, il s’agit alors d’une procédure d’enquête publique de droit commun
  2. Le projet ne relève pas de la loi N° 83-630 du 12 juillet 1983, il s’agit alors d’une procédure spécifique d’enquête publique (définie par les articles R11-14-1 à R11-14-15 et R11-15 à R11-18 du code de l’expropriation)
- le projet ne nécessite pas d’acquisition foncière :

C’est alors la loi N° 83-630 du 12 juillet 1983 relative à la démocratisation des enquêtes publiques et à la protection de l’environnement, dite « loi Bouchardeau »,' qui s’applique. la procédure est définie dans le décret 85-453 du 23 avril 1985.
Le maître d'ouvrage saisit le préfet qui prend alors l'arrêté de mise à l'enquête publique du projet. Le tribunal administratif complète la démarche en nommant un commissaire enquêteur ou une commission d'enquête si le projet le justifie.
Dès que le principe de mise à l'enquête est arrêté, le maître d'ouvrage est chargé des mesures de publicité de cette enquête. Des articles doivent être publiés aux rubriques annonces légales de journaux de presse quotidienne régionale, des panneaux doivent indiquer, en périphérie de l'emprise du projet, les dates heures et lieux où le dossier d'enquête sera consultable, ainsi que les horaires de permanence du commissaire enquêteur.
L'enquête publique durera au moins un mois. Au cours de cette période, le public peut porter toute remarque, interrogation, contradiction qu'il jugera pertinent par rapport au projet. Le commissaire enquêteur peut recevoir le public et porter lui-même les remarques du public.
À l'issue de cette enquête, où il peut être amené à interroger le maître d'ouvrage, le commissaire enquêteur établira son rapport, à l'intérieur duquel, il pourra faire porter ses remarques, ses interrogations. En conclusion, il donnera son avis sur le projet.
Ce rapport et cet avis seront transmis au préfet. Ce dernier décidera alors du caractère d'utilité publique ou non du projet.
Cette phase de la procédure est la plus délicate juridiquement du projet. En effet elle se conclut par un acte administratif, qui comme tel, est attaquable devant une juridiction administrative : tribunal ou conseil d'État.

### Recours
Les aspects sur lesquels peuvent porter un recours, touchent aussi bien au fond qu'à la forme. Sur le fond, il s'agit aussi bien de la réponse que le projet apporte à la problématique développée, que de la prise en compte des contraintes ainsi que des mesures compensatoires.
Sur la forme, il s'agit des respects des procédures, des délais, des mesures de publicité....
Le juge peut alors annuler la déclaration d'utilité publique et la procédure doit alors être recommencée, après les éventuels compléments d'étude. Les acquisitions foncières sont alors bloquées en ce qui concerne les procédures d'expropriation. Si des travaux avaient été commencés sur des parcelles que le maître d'ouvrage avait acquis à l'amiable il peut être condamné à remettre les terrains en état.
A contrario, les recours devant une juridiction européenne ne sont pas suspensifs de travaux si le motif n'est pas lié à une dégradation du milieu naturel, mais à la privation de la jouissance du bien.
Ce type de recours est de plus en plus courant. Les particuliers et les associations s'entourent de conseillers juridiques qui analysent en détail le respect des procédures. La seule contrainte pour les requérants est l’intérêt à agir.

## Les études de projet
Dès que le projet est déclaré d'utilité publique, les études précises pourront alors être lancées. Le tracé sera alors défini précisément, ainsi que l'ensemble de détail de construction.
Parallèlement, l'ensemble des autres enquêtes sera lancé:
- l'enquête parcellaire : elle permettra de connaître précisément les propriétaires de chaque parcelle touchée par le projet. C'est sur sa base que les acquisitions ou le cas échéant, les expropriations auront lieu. Cette enquête peut aussi être réalisée en simultanéité avec l'enquête publique.
- l'enquête loi sur l'eau, si le projet doit faire l'objet d'une autorisation au titre de la loi sur l'eau.
- les éventuelles enquêtes publiques liées à la mise en compatibilité des documents d'urbanisme (SCOT ou PLU). En effet l'infrastructure peut être contraire voir interdite par les documents d'urbanisme. Dans ce cas, c'est le document d'urbanisme qui s'adapte.

## Les consultations
Une fois le projet parfaitement défini, il y a lieu de passer à son exécution. Le maître d'ouvrage étant public pour le sujet qui nous intéresse, il est astreint au code des marchés publics. Le maître d'œuvres établit alors un dossier de consultation. Ce document contiendra tous les éléments techniques qui définiront le projet à réaliser, les référentiels et les normes techniques à prendre en compte. Il définira les conditions économiques et réglementaires de réalisation avec en particulier les modes de rémunération. Le DCE définira les conditions de mise en concurrence, les critères de jugement des offres.
À ce stade, les procédures utilisables sont multiples. Elles répondent à des problématiques différentes.
En voici quelques-unes :
- l'appel d'offres ouvert, la plus connue : dans ce cas toutes les entreprises peuvent soumettre une offre au maître d'ouvrage.
- l'appel de candidatures : le maître d'ouvrage annonce l'aménagement à réaliser avec ses caractéristiques générales. Il retient ensuite les candidats qui à partir de référence d'opérations équivalentes et en fonction de critères qualitatifs préalablement définis, lui semblent le plus à même de réaliser l'aménagement. Des dossiers de consultation sont alors adressés aux candidats retenus. Leurs offres sont alors analysées comme pour un appel d'offres ouvert.

Dans les deux cas, l'appel d'offres peut être lancé avec ou sans variante. Ainsi dans le cadre des variantes, les caractéristiques techniques ne sont pas figées, les candidats peuvent proposer des solutions. Il existe des formes d'appel d'offres plus incitatives à la créativité des entreprises:
- l'appel d'offres sur performance, c'est une forme de variante élargie.

Le candidat apporte une réponse à un problème défini par le maître d'ouvrage
- le marché de conception-réalisation : le candidat retenu étudiera le projet et le réalisera pour un prix défini au stade de l'appel d'offres.

À l'issue des procédures de mise en concurrence, un candidat est retenue son offre est le contrat qui le liera avec le maître d’ouvrage.

## L'exécution des marchés
Nous venons d'indiquer que le marché public est un contrat qui lie le maître d'ouvrage avec l'entreprise retenue. Les deux parties auront à partir de ce moment la charge, chacune en ce qui la concerne, d'exécuter le contrat.
L'entreprise pour réaliser les travaux et le maître d'ouvrage pour rémunérer l'entreprise. L'évolution du contexte économique a modifié les conditions de réalisations des travaux. La tendance affirmée depuis plusieurs années est une exécution à la lettre du contrat, sur le mode anglo-saxon.
Il arrive souvent pour des marchés de travaux importants, que les candidats aient étudié très finement le DCE pour en déterminer les faiblesses ou les erreurs. Leur offre est alors basée sur la valorisation du DCE en l'état.
En cours d'exécution toute modification du projet et donc des prestations à réaliser, doit alors se traduire par une modification du contrat.
Le code des marchés publics le permet au travers des avenants en particulier.
Le maître d'œuvre est chargé, pour le compte du maître d'ouvrage, de veiller à la bonne exécution du marché. Il dispose d'un arsenal juridique contraignant pour l'entreprise au travers du CCAG travaux.
Les contentieux qui peuvent opposer maître d'ouvrage et entreprises peuvent être réglés à l'amiable ou devant un tribunal administratif.

## Origine du texte
- Cet article est partiellement ou en totalité issu du site EJM, le texte ayant été placé par l’auteur ou le responsable de publication sous la licence de documentation libre GNU ou une licence compatible.